# Gegants del Poblenou
El barri del Poblenou de Barcelona compta amb una parella de gegants i dos gegantons portats per la Colla dels Gegants del Poblenou.

## Els Gegants, la Maria i en Bernat
Els Gegants, Bernat i Maria, són comprats a la botiga “El Ingenio” de Barcelona l’ any 1953 per les parròquies del barri i varen costar 12.000 pessetes. Dels motllos dels Gegants neixen més de 10 parelles, sent obra de l’artesà Domènech Humbert, conegut amb el sobrenom de “Mingo”.
Les primeres sortides per el barri es van dur a terme la vigília i el dia de Corpus del mateix any 1953 tot acompanyant el seguici religiós que per aquells temps es feia. Són portats per una colla de estibadors del port que cobraven i passaven la barretina per tal de fer-los ballar.
El juliol de l’any 1957, les figures han de ser restaurades donat que la cura que en tenien els portadors del port sembla que no era gaire adient. Es duen a la botiga d’origen, “El Ingenio”, i La restauració costa 3.000 pessetes.
Fins l’any 1962, els Gegants surten i ballen només per la festa del Corpus. Passat aquest any tot fa indicar que deixen de sortir, però no hi ha cap documentació al respecte que n’indiqui els motius.
Amb la recuperació de la democràcia, a l’any 1980, un grup de joves del barri procedents majoritàriament de l’Esplai Movi s'assabenten de l’existència d’aquests Gegants al Poblenou. El seu afany per saber-ne sobre l’existència dels Gegants i la seva perseverança els dur a descobrir-los en el interior d’uns calaixos grans de fusta en un lateral de l’església de Santa Maria del Taulat. No cal dir, que els troben bastant malmesos.
Al mes d'octubre de aquell mateix any, tornen a anar de nou a botiga “El Ingenio”, on de nou són restaurats. El cost de la restauració es sufraga amb una aportació econòmica procedent de La La Caixa, coincidint amb un recital que fa en Joan Manuel Serrat en motiu dels 75 anys de la creació de La Caixa.
Al llarg del temps, els Gegants han estat restaurats en diferents ocasions, passant per les mans dels artesans Mingo Humbert, Carreras del Ingenio, en Jordi Grau, en Joan Aisa, per tal de mantenir les figures en perfecte estat.
No és fins l’any 1981 que tornen a reaparèixer en societat, concretament tornen a sortir pel dia pregó de Festa Major del barri de Poblenou. En aquesta ocasió qui s'encarrega de fer-los ballar, són els Portadors dels Gegants d’Arenys de Munt, que juntament amb els Gegants del Prat del Llobregat són els padrins de la Maria i d’en Bernat. També, durant la Festa Major de 1981, un grup de geganters joves del barri porten les figures fins als focs de la platja. En veure que els Gegants tornen a dur la festa al barri, el rector de Santa Maria pren la decisió de cedir les figures a la recent creada Coordinadora de Entitats, deixant constància que en el cas que no es tingui cura d’elles tornarien a dependre de l'església.
No és fins al 31 de gener de 1982 que són batejats amb els noms de Bernat i Maria amb una gran festa al barri; prenen els noms fent referència a Santa Maria del Taulat i San Bernat Calbó. La primera casa que varen tenir fora de l’església de Santa Maria va ser un local adossat a Can Felipa tenint per veïns als companys de la colla del Drac i els Diables del Poblenou cap a l'any 1991.
Anys més tard, el 10 de Maig del 2009, són traslladats a la seva casa actual ubicada a Can Saladrigas, coincidint amb la inauguració del Centre d’ Imatgeria Festiva del Poblenou on tenen la seu conjuntament amb la Colla del Drac de Poblenou.
A l’any 1995, la Colla de Gegants decideix ampliar la família.

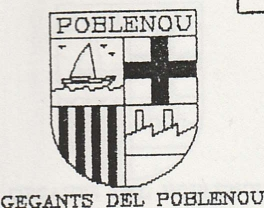
Escut dels gegants del Poblenou

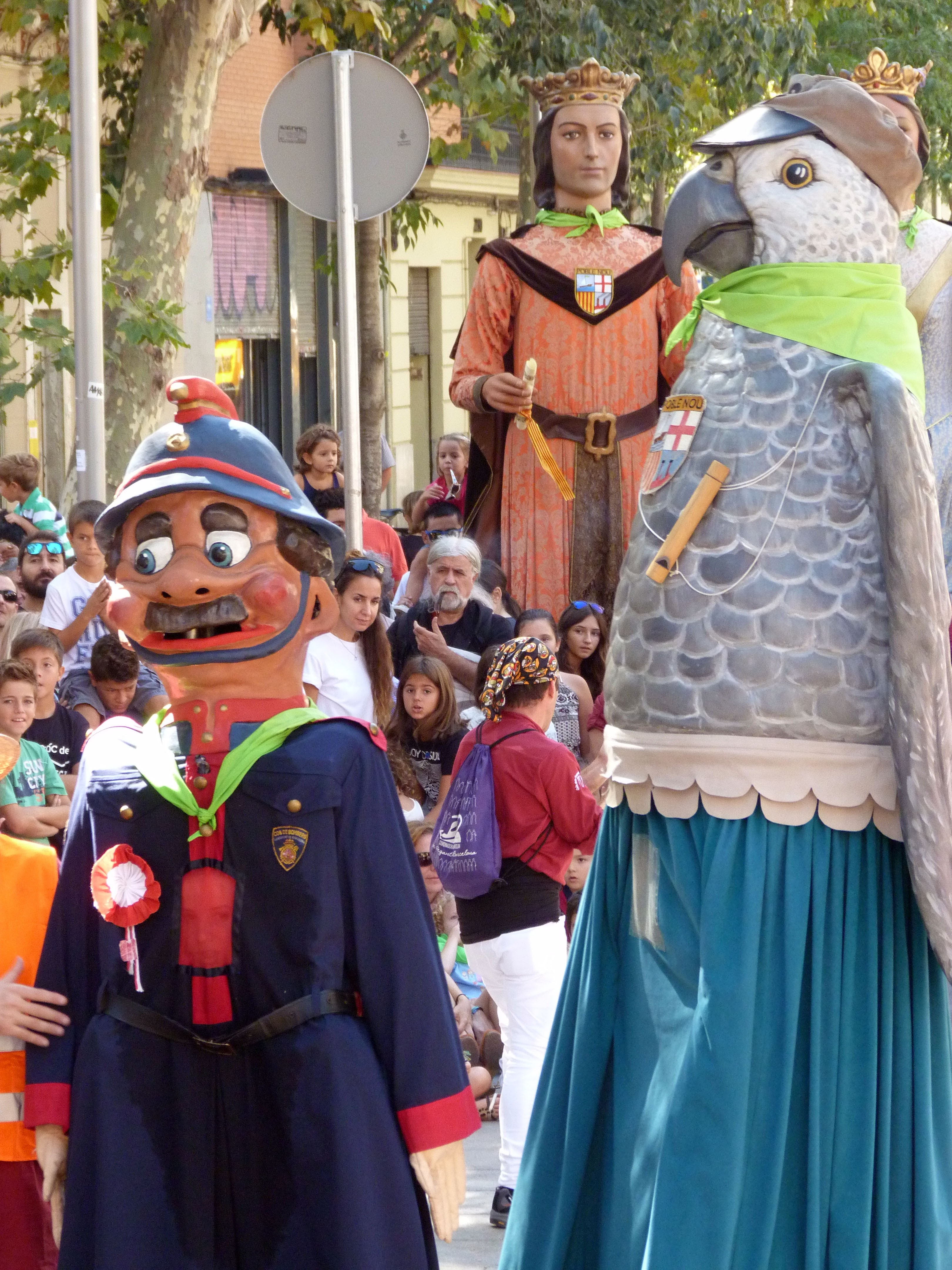
Lloro del 36 i Xavier el Bomber a la Trobada de Gegants del Poblenou l'any 2015.

## El gegantó,''El Lloro del 36''
El setembre de 1996 s'estrenà el nou gegantó del barri amb motiu de la festa major, construït per Jordi Grau del Taller Drac Petit de Terrassa. El gegantó anomenat Lloró del 36 recorda a la figura -avui dissecat- del lloro que pertanyia a la licorera del carrer del Taulat, just davant d'on estava la parada del tramvia 36. El lloro és una figura gris amb la cua vermella que porta una gorra de plat de tramviaire.
El lloro de la licorera és protagonista d'una història bastant divertida. Diuen que va aprendre a imitar el xiulet dels caps de línia i, per això, el tramvia sempre sortia de l'estació abans d'hora. El lloro pesa al voltant d'uns 25 Kg. 
Els padrins del Lloro són el Rellotge de la Barceloneta i els Gegantons Pinet i Pineta de la colla de Sant Josep de Calassanç. Els padrins humans van ser la Julia Cahue de la Licorera i en Manel Oller de la Colla del Drac.

## El gegantó,''Xavier el Bomber''
Xavier, el bomber de Poblenou, va ser batejat a l’abril del 2012 al parc dels Bombers del carrer Castella, al Poblenou i els bombers en són els padrins.
Va ser construït perquè la canalla volia tenir un gegantó. Aquest gegantó, abans era un capgrós que agradava molt als nens i per això, es va decidir convertir en gegantó. El seu nom va ser escollit entre els més petits de la colla, i vigileu ... per què si veu foc ... ràpidament l’apagarà. Pesa 15 kg.

## Capgrossos
La família de la Colla la completen els cabuts de procedència incerta, però bàsicament son donacions d’entitats i de la gent del barri. Igual que en Bernat i la Maria, van ser batejats l’any 1982 i els seus noms són el Sol de la Marbella, en Baldiri el Pescador, en Tomeu el Sereno, la senyora Clotilde la xafardera del barri, el Manelic el pagès i en Grouxo Marx.